# Шон Ендрюс
Шон Ендрю Мілгрум (англ. Shawn Andrew Milgroom), професійно відомий як Шон Ендрюс (англ. Shawn Andrews; 15 жовтня 1971, Літлтон, Массачусетс, США) — американський актор.

## Біографія
Шон Ендрюс народився 15 жовтня 1971 в Літлтоні, штат Массачусетс.

### Особисте життя
Близько двох місяців 21-річний Шон був одружений із 16-річною Міллою Йовович (2 жовтня 1992 — 25 листопада 1992). Вони втекли під час зйомок фільму «Під кайфом та збентежені». Оскільки Міллі було всього 16 років в той час, її мати анулювала шлюб.

## Фільмографія
- 1993 — Під кайфом та збентежені / Кевін Пікфорд (реж. Річард Лінклейтер)
- 1997 — The Small Hours (Джері)
- 1997 — The Sleepless
- 2001 — After the Flood (Сімон)
- 2002 — Місто привидів / City of Ghosts (Роббі)
- 2008 — Big City Heart (Френк Половскі)
- 2008 — Сторож / Caretaker, The (Вінні)
- 2008 — Фікс / Fix (Лео)
- 2012 — My Little Hollywood